# Pelatge ruà

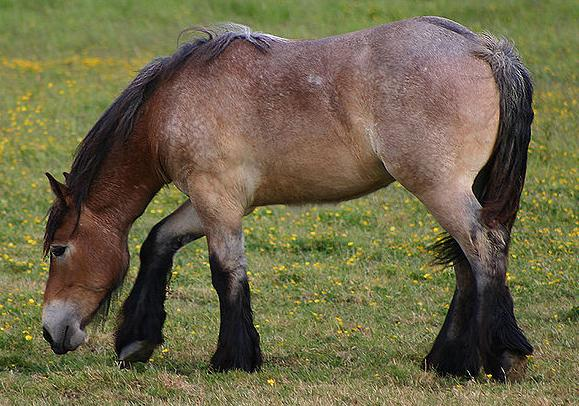
Cavall castany-ruà. Es poden observar els pèls blancs "afegits" al pelatge castany de base. El cap, la cua i la crinera tenen pocs pèls blancs "afegits".

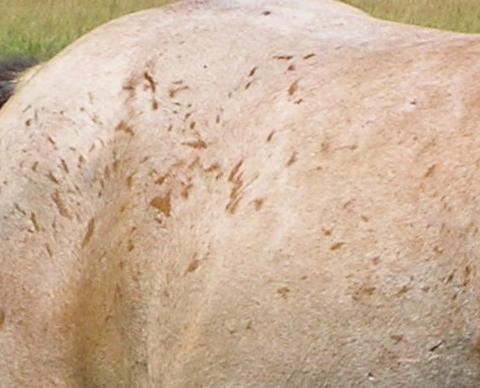
Les marques de moresc ("corn marks" o "corn spots" en anglès) resulten de ferides en la pell. El pèl, quan torna a créixer ho fa sense pèls blancs.

Els pelatges ruans tenen pèls blancs al cos distribuïts de forma uniforme. Cada pelatge ruà concret (per exemple el negre-ruà) pot imaginar-se com la superposició d'un patró ruà genèric (i virtual) damunt del pelatge de base (el negre en el cas de l'exemple).
El patró ruà "afegeix" pèls blancs al cos i deixa la resta del pelatge pràcticament sense modificar.
Hi ha una mala tradició de definir els pelatges ruans com a formats per pèls de tres colors. En realitat no és així, de bon tros.

## El patró ruà
Pot imaginar-se que "afegeix" pèls blancs al cos (segons una distribució sensiblement uniforme) sense alterar -gairebé- el color del cap, de la crinera i de la cua del pelatge de base.
La proporció de pèls blancs i foscos pot variar en cada cas des d'una quantitat mínima fins a predominar de forma destacada.

## Ruà en pelatges bàsics

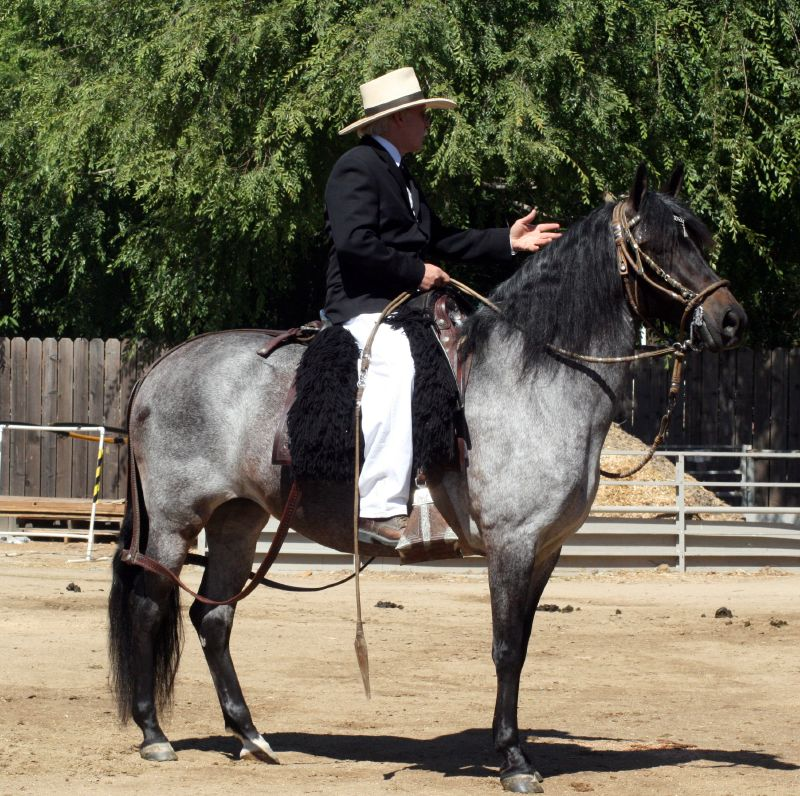
Cavall negre-ruà. En anglès "blue roan"

- Negre-ruà o ruà-negre ("ferrante" en italià, ferran en català del segle XV)
- Bru-ruà o ruà-bru
- Castany-ruà o ruà-castany ("flor de romero" en castellà, romer en català?)
- Roig-ruà o ruà-roig, ruà-alatzà,...(peixard)

Els pelatges ruans, en tenir el cap més fosc que el cos, s'han denominat amb l'expressió "cap de moro" (sense cap connotació pejorativa).
Els pelatges bàsics com a pelatges de base són els que ofereixen més contrast entre la tonalitat de base i els pèls blancs "afegits".

### Marques de moresc
Les anomenades "marques de moresc" ("corn marks" o "corn spots" en anglès) són zones de pèl fosc que presenten els cavalls ruans. Estan produïdes per ferides o rascades. Els pèls de la zona afectada cauen i, quan tornen a créixer, ja no tornen a sortir pèls blancs.
L'efecte és especialment visible en cavalls ruans amb una proporció molt gran de pèls blancs.

## Ruà en pelatges diluïts
Com en el cas dels pelatges bàsics, el patró ruà pot associar-se amb els pelatges diluïts. El contrast del pelatge, entre els pèls blancs i els pèls diluïts és menor.
Un cas extrem és el dels pelatges quasi-blancs : negre-crem, bru-crem, castany-crem (perlí) i roig-crem (crem).
Els pèls "ruans" blancs es confonen amb els "quasi-blancs". Però, des del punt de vista de la descendència, els ruans-crem són ruans a tots els efectes.

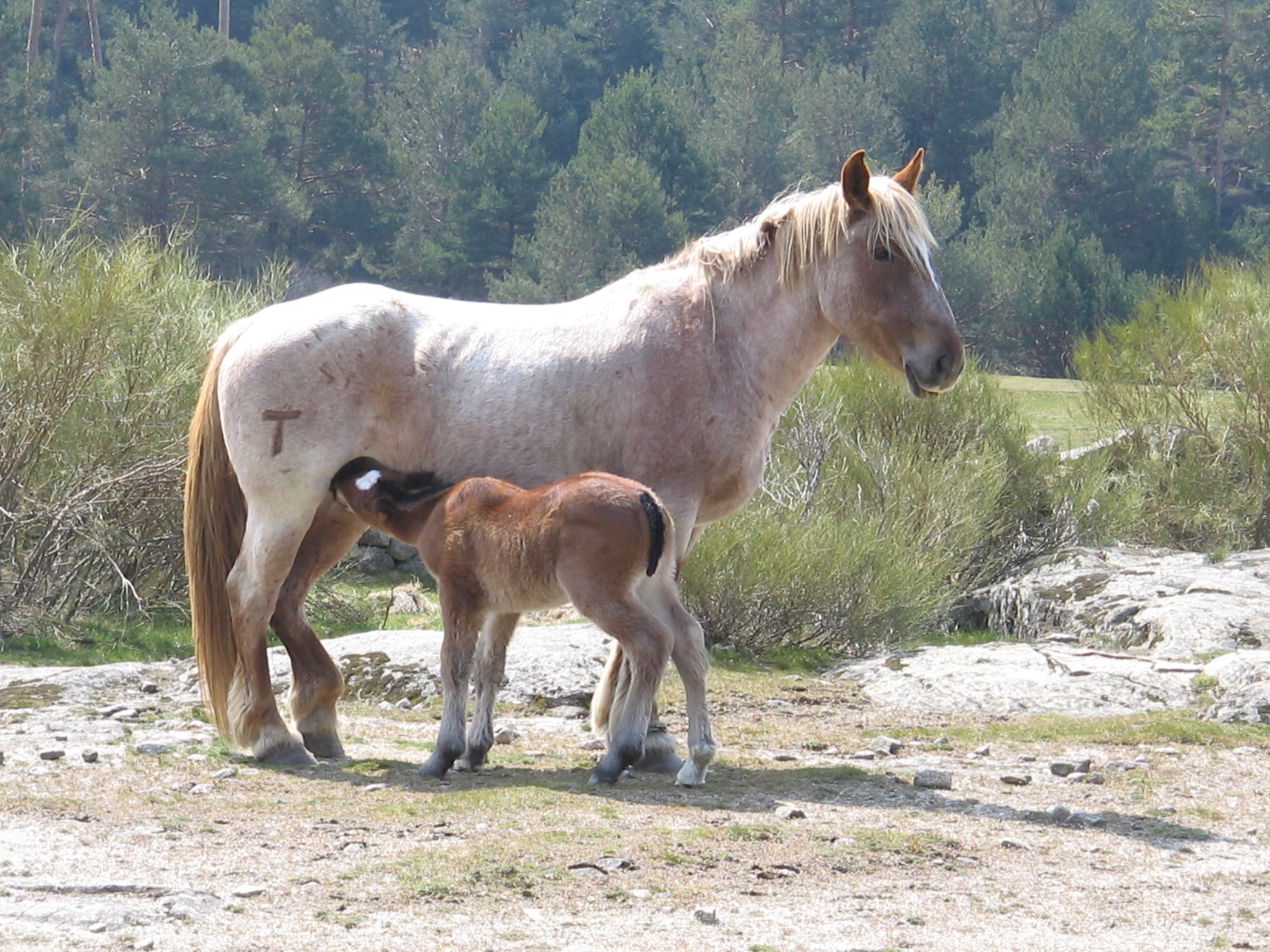
Egua roja-ruana de tonalitat molt clara. Es pot identificar pel color més fosc del cap i de les potes. La marca amb ferro roent tampoc no té cap pèl blanc.

## El patró ruà associat amb altres patrons
Un cavall clapat i ruà és fàcil d'imaginar. Els pèls blancs "afegits" només seran visibles sobre les àrees fosques.
Els cavalls clapats-lleopart (pigats, tigrats, appaloosa…) i ruans seran més o menys contrastats en funció de les tonalitats del pelatge de base.
Hi ha autors que creuen que hi ha una relació especial entre els pelatges lleopart i els ruans.
Els cavalls ruans i liarts a la vegada, de joves tindran aspecte ruà i amb els anys s'aniran tornant blancs.

## Ruans sobre pelatges diluïts i amb altres patrons
Hi ha cavalls que presenten pelatges combinats. Per exemple : 
- un cavall palomino clapat i ruà
- un cavall falb-crema clapat i ruà
- un cavall pèl de rata, clapat i ruà...

Moltes combinacions són possibles. El pelatge resultant, en cada cas, pot imaginar-se com a superposició dels patrons implicats.

## Aspectes genètics
El patró ruà és un modificador dominant simple simbolitzat per Rn (de l'anglès "roan").
Hi ha dos al·lels possibles: rn, Rn.
I tres combinacions :
- rn/rn quan el cavall no és ruà
- Rn/rn cavall ruà heterozigòtic
- Rn/Rn cavall ruà homozigòtic

La mutació responsable del patró ruà encara no ha estat identificada amb certesa. Però ha estat ubicada en el cromosoma 3 (ECA3) de la seqüència KIT.
La Universitat UCDavis de Califòrnia ofereix una prova fiable, basada en marcadors genètics, que permet verificar els al·lels ruans en cavalls de certes races.